# Liste der Nummer-eins-Hits in Schweden (2009)
Dies ist eine Liste der Nummer-eins-Hits in Schweden im Jahr 2009. Sie basiert auf den offiziellen Single und Album Top 60, die im Auftrag der Grammofon Leverantörernas Förening (GLF), dem schwedischen Vertreter der International Federation of the Phonographic Industry, erstellt werden. Es gab in diesem Jahr 24 Nummer-eins-Singles und 28 Nummer-eins-Alben.

## Singles
| ← 2008 ← | Liste der Nummer-eins-Hits in Schweden | Liste der Nummer-eins-Hits in Schweden | Liste der Nummer-eins-Hits in Schweden | 2010 →                    |
| \| Zeitraum \| Wo. ges. \| Interpret \| Titel Autor(en) \| Zusätzliche Informationen \| \| (Zeitraum, Wochen auf Platz eins, Interpret, Titel, Autor[en], zusätzliche Informationen) \| \| \| \| \| \| ----------------------------------------------------------------------------------------- \| -------- \| -------------------------------------- \| ---------------------------- \| ------------------------- \| \| 18. Dezember 2008 – 15. Januar 2009 4 Wochen (insgesamt 5) \| 5 \| Kevin Borg \| With Every Bit of Me \| – \| \| 16. Januar 2009 – 22. Januar 2009 1 Woche (insgesamt 4) \| 4 \| Lady Gaga \| Poker Face \| – \| \| 23. Januar 2009 – 29. Januar 2009 1 Woche (insgesamt 5) \| 5 \| Kevin Borg \| With Every Bit of Me \| – \| \| 30. Januar 2009 – 5. Februar 2009 1 Woche (insgesamt 4) \| 4 \| Lady Gaga \| Poker Face \| – \| \| 6. Februar 2009 – 12. Februar 2009 1 Woche \| 1 \| Larz-Kristerz \| Carina \| – \| \| 13. Februar 2009 – 19. Februar 2009 1 Woche \| 1 \| Kim \| 3 Floors Down \| – \| \| 20. Februar 2009 – 5. März 2009 2 Wochen (insgesamt 4) \| 4 \| Lady Gaga \| Poker Face \| – \| \| 6. März 2009 – 12. März 2009 1 Woche \| 1 \| Shirley Clamp \| Med hjärtat fyllt av ljus \| – \| \| 13. März 2009 – 26. März 2009 2 Wochen \| 2 \| E.M.D. \| Baby Goodbye \| – \| \| 27. März 2009 – 23. April 2009 4 Wochen \| 4 \| P-Bros feat. DJ Trexx & Olga Pratilova \| Tingaliin \| – \| \| 24. April 2009 – 30. April 2009 1 Woche \| 1 \| Johan Palm \| Emma-Lee \| – \| \| 1. Mai 2009 – 14. Mai 2009 2 Wochen \| 2 \| Dead by April \| Losing You \| – \| \| 15. Mai 2009 – 21. Mai 2009 1 Woche \| 1 \| Promoe \| Svennebanan \| – \| \| 22. Mai 2009 – 25. Juni 2009 5 Wochen \| 5 \| Alexander Rybak \| Fairytale \| – \| \| 26. Juni 2009 – 2. Juli 2009 1 Woche \| 1 \| Milow \| Ayo Technology \| – \| \| 3. Juli 2009 – 9. Juli 2009 1 Woche (insgesamt 4) \| 4 \| Cidinho & Doca \| Rap das armas \| – \| \| 10. Juli 2009 – 16. Juli 2009 1 Woche \| 1 \| Ola \| Sky’s the Limit \| – \| \| 17. Juli 2009 – 23. Juli 2009 1 Woche \| 1 \| Robert Wells \| Handful of Keys \| – \| \| 24. Juli 2009 – 13. August 2009 3 Wochen (insgesamt 4) \| 4 \| Cidinho & Doca \| Rap das armas \| – \| \| 14. August 2009 – 27. August 2009 2 Wochen \| 2 \| Madonna \| Celebration \| – \| \| 28. August 2009 – 10. September 2009 2 Wochen \| 2 \| Lars Winnerbäck \| Jag får liksom ingen ordning \| – \| \| 11. September 2009 – 1. Oktober 2009 3 Wochen (insgesamt 4) \| 4 \| The Black Eyed Peas \| I Gotta Feeling \| – \| \| 2. Oktober 2009 – 8. Oktober 2009 1 Woche \| 1 \| Martin Stenmarck \| 1000 nålar \| – \| \| 9. Oktober 2009 – 15. Oktober 2009 1 Woche (insgesamt 4) \| 4 \| The Black Eyed Peas \| I Gotta Feeling \| – \| \| 16. Oktober 2009 – 29. Oktober 2009 2 Wochen \| 2 \| Kent \| Töntarna \| – \| \| 30. Oktober 2009 – 12. November 2009 2 Wochen \| 2 \| Darin \| Viva la vida \| – \| \| 13. November 2009 – 19. November 2009 1 Woche \| 1 \| Kent \| 2000 \| – \| \| 20. November 2009 – 17. Dezember 2009 4 Wochen (insgesamt 6) \| 6 \| Lady Gaga \| Bad Romance \| – \| \| 18. Dezember 2009 – 21. Januar 2010 5 Wochen (insgesamt 6) \| 6 \| Erik Grönwall \| Higher \| – \| |                                        |                                        |                                        |                           |
| ← 2008 |                                        |                                        |                                        | → 2010 →                  |
| Zeitraum | Wo. ges.                               | Interpret                              | Titel Autor(en)                        | Zusätzliche Informationen |
| (Zeitraum, Wochen auf Platz eins, Interpret, Titel, Autor[en], zusätzliche Informationen) |                                        |                                        |                                        |                           |
| 18. Dezember 2008 – 15. Januar 2009 4 Wochen (insgesamt 5) | 5                                      | Kevin Borg                             | With Every Bit of Me                   | –                         |
| 16. Januar 2009 – 22. Januar 2009 1 Woche (insgesamt 4) | 4                                      | Lady Gaga                              | Poker Face                             | –                         |
| 23. Januar 2009 – 29. Januar 2009 1 Woche (insgesamt 5) | 5                                      | Kevin Borg                             | With Every Bit of Me                   | –                         |
| 30. Januar 2009 – 5. Februar 2009 1 Woche (insgesamt 4) | 4                                      | Lady Gaga                              | Poker Face                             | –                         |
| 6. Februar 2009 – 12. Februar 2009 1 Woche | 1                                      | Larz-Kristerz                          | Carina                                 | –                         |
| 13. Februar 2009 – 19. Februar 2009 1 Woche | 1                                      | Kim                                    | 3 Floors Down                          | –                         |
| 20. Februar 2009 – 5. März 2009 2 Wochen (insgesamt 4) | 4                                      | Lady Gaga                              | Poker Face                             | –                         |
| 6. März 2009 – 12. März 2009 1 Woche | 1                                      | Shirley Clamp                          | Med hjärtat fyllt av ljus              | –                         |
| 13. März 2009 – 26. März 2009 2 Wochen | 2                                      | E.M.D.                                 | Baby Goodbye                           | –                         |
| 27. März 2009 – 23. April 2009 4 Wochen | 4                                      | P-Bros feat. DJ Trexx & Olga Pratilova | Tingaliin                              | –                         |
| 24. April 2009 – 30. April 2009 1 Woche | 1                                      | Johan Palm                             | Emma-Lee                               | –                         |
| 1. Mai 2009 – 14. Mai 2009 2 Wochen | 2                                      | Dead by April                          | Losing You                             | –                         |
| 15. Mai 2009 – 21. Mai 2009 1 Woche | 1                                      | Promoe                                 | Svennebanan                            | –                         |
| 22. Mai 2009 – 25. Juni 2009 5 Wochen | 5                                      | Alexander Rybak                        | Fairytale                              | –                         |
| 26. Juni 2009 – 2. Juli 2009 1 Woche | 1                                      | Milow                                  | Ayo Technology                         | –                         |
| 3. Juli 2009 – 9. Juli 2009 1 Woche (insgesamt 4) | 4                                      | Cidinho & Doca                         | Rap das armas                          | –                         |
| 10. Juli 2009 – 16. Juli 2009 1 Woche | 1                                      | Ola                                    | Sky’s the Limit                        | –                         |
| 17. Juli 2009 – 23. Juli 2009 1 Woche | 1                                      | Robert Wells                           | Handful of Keys                        | –                         |
| 24. Juli 2009 – 13. August 2009 3 Wochen (insgesamt 4) | 4                                      | Cidinho & Doca                         | Rap das armas                          | –                         |
| 14. August 2009 – 27. August 2009 2 Wochen | 2                                      | Madonna                                | Celebration                            | –                         |
| 28. August 2009 – 10. September 2009 2 Wochen | 2                                      | Lars Winnerbäck                        | Jag får liksom ingen ordning           | –                         |
| 11. September 2009 – 1. Oktober 2009 3 Wochen (insgesamt 4) | 4                                      | The Black Eyed Peas                    | I Gotta Feeling                        | –                         |
| 2. Oktober 2009 – 8. Oktober 2009 1 Woche | 1                                      | Martin Stenmarck                       | 1000 nålar                             | –                         |
| 9. Oktober 2009 – 15. Oktober 2009 1 Woche (insgesamt 4) | 4                                      | The Black Eyed Peas                    | I Gotta Feeling                        | –                         |
| 16. Oktober 2009 – 29. Oktober 2009 2 Wochen | 2                                      | Kent                                   | Töntarna                               | –                         |
| 30. Oktober 2009 – 12. November 2009 2 Wochen | 2                                      | Darin                                  | Viva la vida                           | –                         |
| 13. November 2009 – 19. November 2009 1 Woche | 1                                      | Kent                                   | 2000                                   | –                         |
| 20. November 2009 – 17. Dezember 2009 4 Wochen (insgesamt 6) | 6                                      | Lady Gaga                              | Bad Romance                            | –                         |
| 18. Dezember 2009 – 21. Januar 2010 5 Wochen (insgesamt 6) | 6                                      | Erik Grönwall                          | Higher                                 | –                         |

## Alben
| ← 2008 ← | Liste der Nummer-eins-Hits in Schweden | Liste der Nummer-eins-Hits in Schweden | Liste der Nummer-eins-Hits in Schweden           | 2010 →                    |
| \| Zeitraum \| Wo. ges. \| Interpret \| Titel \| Zusätzliche Informationen \| \| (Zeitraum, Wochen auf Platz eins, Interpret, Titel, zusätzliche Informationen) \| \| \| \| \| \| ------------------------------------------------------------------------------ \| -------- \| ------------------------------------- \| ------------------------------------------------ \| ------------------------- \| \| 26. Dezember 2008 – 1. Januar 2009 1 Woche \| 1 \| Il Divo \| The Promise \| – \| \| 2. Januar 2009 – 29. Januar 2009 4 Wochen \| 4 \| Scotts \| På vårt sätt \| – \| \| 30. Januar 2009 – 26. Februar 2009 4 Wochen \| 4 \| Bruce Springsteen \| Working on a Dream \| – \| \| 27. Februar 2009 – 19. März 2009 3 Wochen \| 3 \| Larz-Kristerz \| Hem till dig \| – \| \| 20. März 2009 – 26. März 2009 1 Woche \| 1 \| Thåström \| Kärlek är för dom \| – \| \| 27. März 2009 – 9. April 2009 2 Wochen (insgesamt 3) \| 3 \| Caroline af Ugglas \| Så gör jag det igen \| – \| \| 10. April 2009 – 16. April 2009 1 Woche (insgesamt 2) \| 2 \| Kent \| Kent Box 1991 – 2008 \| – \| \| 17. April 2009 – 23. April 2009 1 Woche (insgesamt 3) \| 3 \| Caroline af Ugglas \| Så gör jag det igen \| – \| \| 24. April 2009 – 7. Mai 2009 2 Wochen \| 2 \| Depeche Mode \| Sounds of the Universe \| – \| \| 8. Mai 2009 – 21. Mai 2009 2 Wochen \| 2 \| Bob Dylan \| Together Through Life \| – \| \| 22. Mai 2009 – 28. Mai 2009 1 Woche \| 1 \| Green Day \| 21st Century Breakdown \| – \| \| 29. Mai 2009 – 4. Juni 2009 1 Woche \| 1 \| Måns Zelmerlöw \| MZW \| – \| \| 5. Juni 2009 – 11. Juni 2009 1 Woche \| 1 \| The Refreshments \| A Band’s Gotta Do What a Band’s Gotta Do \| – \| \| 12. Juni 2009 – 18. Juni 2009 1 Woche \| 1 \| Lasse Stefanz \| Truck Stop \| – \| \| 19. Juni 2009 – 2. Juli 2009 2 Wochen \| 2 \| Bruce Springsteen & The E Street Band \| Greatest Hits \| – \| \| 3. Juli 2009 – 9. Juli 2009 1 Woche (insgesamt 7) \| 7 \| Gasolin’ \| Masser af succes – Greatest Hits & Greatest Live \| – \| \| 10. Juli 2009 – 16. Juli 2009 1 Woche \| 1 \| Malena Ernman \| La voix du nord \| – \| \| 17. Juli 2009 – 6. August 2009 3 Wochen (insgesamt 7) \| 7 \| Gasolin’ \| Masser af succes – Greatest Hits & Greatest Live \| – \| \| 7. August 2009 – 13. August 2009 1 Woche \| 1 \| Scotts \| Längtan \| – \| \| 14. August 2009 – 3. September 2009 3 Wochen (insgesamt 7) \| 7 \| Gasolin’ \| Masser af succes – Greatest Hits & Greatest Live \| – \| \| 4. September 2009 – 10. September 2009 1 Woche \| 1 \| Sarah Dawn Finer \| Moving On \| – \| \| 11. September 2009 – 17. September 2009 1 Woche \| 1 \| Takida \| The Darker Instinct \| – \| \| 18. September 2009 – 24. September 2009 1 Woche \| 1 \| Europe \| Last Look at Eden \| – \| \| 25. September 2009 – 8. Oktober 2009 2 Wochen \| 2 \| Lars Winnerbäck \| Tänk om jag ångrar mig, och sen ångrar mig igen \| – \| \| 9. Oktober 2009 – 15. Oktober 2009 1 Woche \| 1 \| Larz-Kristerz \| Om du vill \| – \| \| 16. Oktober 2009 – 5. November 2009 3 Wochen (insgesamt 4) \| 4 \| Melody Gardot \| My One and Only Thrill \| – \| \| 6. November 2009 – 12. November 2009 1 Woche \| 1 \| Michael Jackson \| This Is It \| – \| \| 13. November 2009 – 3. Dezember 2009 3 Wochen \| 3 \| Kent \| Röd \| – \| \| 4. Dezember 2009 – 10. Dezember 2009 1 Woche \| 1 \| Thåström \| Be-bop-a-lula hela jävla dan (1989 - 2009) \| – \| \| 11. Dezember 2009 – 17. Dezember 2009 1 Woche (insgesamt 4) \| 4 \| Melody Gardot \| My One and Only Thrill \| – \| \| 18. Dezember 2009 – 24. Dezember 2009 1 Woche \| 1 \| The Priests \| Harmony \| – \| \| 25. Dezember 2009 – 21. Januar 2010 4 Wochen \| 4 \| Erik Grönwall \| Erik Grönwall \| – \| |                                        |                                        |                                                  |                           |
| ← 2008 |                                        |                                        |                                                  | → 2010 →                  |
| Zeitraum | Wo. ges.                               | Interpret                              | Titel                                            | Zusätzliche Informationen |
| (Zeitraum, Wochen auf Platz eins, Interpret, Titel, zusätzliche Informationen) |                                        |                                        |                                                  |                           |
| 26. Dezember 2008 – 1. Januar 2009 1 Woche | 1                                      | Il Divo                                | The Promise                                      | –                         |
| 2. Januar 2009 – 29. Januar 2009 4 Wochen | 4                                      | Scotts                                 | På vårt sätt                                     | –                         |
| 30. Januar 2009 – 26. Februar 2009 4 Wochen | 4                                      | Bruce Springsteen                      | Working on a Dream                               | –                         |
| 27. Februar 2009 – 19. März 2009 3 Wochen | 3                                      | Larz-Kristerz                          | Hem till dig                                     | –                         |
| 20. März 2009 – 26. März 2009 1 Woche | 1                                      | Thåström                               | Kärlek är för dom                                | –                         |
| 27. März 2009 – 9. April 2009 2 Wochen (insgesamt 3) | 3                                      | Caroline af Ugglas                     | Så gör jag det igen                              | –                         |
| 10. April 2009 – 16. April 2009 1 Woche (insgesamt 2) | 2                                      | Kent                                   | Kent Box 1991 – 2008                             | –                         |
| 17. April 2009 – 23. April 2009 1 Woche (insgesamt 3) | 3                                      | Caroline af Ugglas                     | Så gör jag det igen                              | –                         |
| 24. April 2009 – 7. Mai 2009 2 Wochen | 2                                      | Depeche Mode                           | Sounds of the Universe                           | –                         |
| 8. Mai 2009 – 21. Mai 2009 2 Wochen | 2                                      | Bob Dylan                              | Together Through Life                            | –                         |
| 22. Mai 2009 – 28. Mai 2009 1 Woche | 1                                      | Green Day                              | 21st Century Breakdown                           | –                         |
| 29. Mai 2009 – 4. Juni 2009 1 Woche | 1                                      | Måns Zelmerlöw                         | MZW                                              | –                         |
| 5. Juni 2009 – 11. Juni 2009 1 Woche | 1                                      | The Refreshments                       | A Band’s Gotta Do What a Band’s Gotta Do         | –                         |
| 12. Juni 2009 – 18. Juni 2009 1 Woche | 1                                      | Lasse Stefanz                          | Truck Stop                                       | –                         |
| 19. Juni 2009 – 2. Juli 2009 2 Wochen | 2                                      | Bruce Springsteen & The E Street Band  | Greatest Hits                                    | –                         |
| 3. Juli 2009 – 9. Juli 2009 1 Woche (insgesamt 7) | 7                                      | Gasolin’                               | Masser af succes – Greatest Hits & Greatest Live | –                         |
| 10. Juli 2009 – 16. Juli 2009 1 Woche | 1                                      | Malena Ernman                          | La voix du nord                                  | –                         |
| 17. Juli 2009 – 6. August 2009 3 Wochen (insgesamt 7) | 7                                      | Gasolin’                               | Masser af succes – Greatest Hits & Greatest Live | –                         |
| 7. August 2009 – 13. August 2009 1 Woche | 1                                      | Scotts                                 | Längtan                                          | –                         |
| 14. August 2009 – 3. September 2009 3 Wochen (insgesamt 7) | 7                                      | Gasolin’                               | Masser af succes – Greatest Hits & Greatest Live | –                         |
| 4. September 2009 – 10. September 2009 1 Woche | 1                                      | Sarah Dawn Finer                       | Moving On                                        | –                         |
| 11. September 2009 – 17. September 2009 1 Woche | 1                                      | Takida                                 | The Darker Instinct                              | –                         |
| 18. September 2009 – 24. September 2009 1 Woche | 1                                      | Europe                                 | Last Look at Eden                                | –                         |
| 25. September 2009 – 8. Oktober 2009 2 Wochen | 2                                      | Lars Winnerbäck                        | Tänk om jag ångrar mig, och sen ångrar mig igen  | –                         |
| 9. Oktober 2009 – 15. Oktober 2009 1 Woche | 1                                      | Larz-Kristerz                          | Om du vill                                       | –                         |
| 16. Oktober 2009 – 5. November 2009 3 Wochen (insgesamt 4) | 4                                      | Melody Gardot                          | My One and Only Thrill                           | –                         |
| 6. November 2009 – 12. November 2009 1 Woche | 1                                      | Michael Jackson                        | This Is It                                       | –                         |
| 13. November 2009 – 3. Dezember 2009 3 Wochen | 3                                      | Kent                                   | Röd                                              | –                         |
| 4. Dezember 2009 – 10. Dezember 2009 1 Woche | 1                                      | Thåström                               | Be-bop-a-lula hela jävla dan (1989 - 2009)       | –                         |
| 11. Dezember 2009 – 17. Dezember 2009 1 Woche (insgesamt 4) | 4                                      | Melody Gardot                          | My One and Only Thrill                           | –                         |
| 18. Dezember 2009 – 24. Dezember 2009 1 Woche | 1                                      | The Priests                            | Harmony                                          | –                         |
| 25. Dezember 2009 – 21. Januar 2010 4 Wochen | 4                                      | Erik Grönwall                          | Erik Grönwall                                    | –                         |